# Gregory Joy
Gregory Joy (Portland, Estados Unidos, 23 de abril de 1956) es un atleta canadiense de origen estadounidense retirado, especializado en la prueba de salto de altura en la que llegó a ser subcampeón olímpico en 1976.

## Carrera deportiva
En los JJ. OO. de Montreal 1976 ganó la medalla de plata en el salto de altura, con un salto por encima de 2.23 metros, siendo superado por el polaco Jacek Wszoła (oro con 2.25 metros) y por delante del estadounidense Dwight Stones (bronce con 2.21 m).